# Lauri Sutela
Lauri Johannes Sutela, född 11 oktober 1918 i Äänekoski, Finland, död 8 november 2011 i Helsingfors, var en finsk general.

## Biografi
Sutela utexaminerades från Kadettskolan i oktober 1939 bara ett par månader innan vinterkriget bröt ut. Han tjänstgjorde hela krigstiden vid frontlinjens trupper och i fortsättningskriget som kompanichef och bataljonschefen. Efter kriget blev Sutela  underrättelsechef på den finska militära underrättelsetjänsten. 
Sutela utexaminerades som generalstabsofficer från Krigshögskolan år 1949. Han befordrades till generalmajor år 1966, till generallöjtnant år 1968 och till general år 1974  och var slutligen kommendör för försvarsmakten från 1974 till 1983. 
Sutelass utnämning var kontroversiell eftersom han var den första (och sista) icke-militära vapenofficer som utsågs till kommendören för försvarsmakten, utan utsågs enbart på grundval av sin anställningstid. Han ansågs vara acceptabel då den finländska säkerhetspolitiken som tvingades balansera mellan öst och väst. Han var en konsensuskandidat för både Sverige, Sovjetunionen, Västtyskland och Östtyskland, dvs. de viktigaste utländska aktörer med inflytande på den finska försvarsorganisationen. 
Sutela är den av efterkrigstidens försvarskommendörer som tjänstgjorde längst. Han var kommendör för försvarsmakten i nästan tio år. Tack vare sina personliga egenskaper lyckades han också skapa förtroliga relationer till president Urho Kekkonen som länge hade haft en problematisk relation till försvarsmakten och dess kommendör. 
Han är begravd på Sandudds begravningsplats i Helsingfors.